# Tamirat Tola
Tamirat Tola Abera (en amárico: ታምራት ቶላ, 11 de agosto de 1991) es un deportista etíope que compite en atletismo, especialista en las pruebas de fondo, maratón y campo a través.
Participó en dos Juegos Olímpicos de Verano, obteniendo dos medallas, bronce en Río de Janeiro 2016 (10 000 m) y oro en París 2024 (maratón, con récord olímpico). Ganó dos medallas en el Campeonato Mundial de Atletismo, oro en 2022 y plata en 2017.
En la modalidad de campo a través, obtuvo una medalla de oro en el Campeonato Mundial de Campo a Través de 2015.
Además, obtuvo la victoria en la Maratón de Nueva York de 2023.

## Palmarés internacional
| Juegos Olímpicos   | Juegos Olímpicos        | Juegos Olímpicos  | Juegos Olímpicos |
| Año                | Lugar                   | Medalla           | Prueba           |
| ------------------ | ----------------------- | ----------------- | ---------------- |
| 2016               | Río de Janeiro (Brasil) | Medalla de bronce | 10 000 m         |
| 2024               | París (Francia)         | Medalla de oro    | Maratón          |
| Campeonato Mundial |                         |                   |                  |
| Año                | Lugar                   | Medalla           | Prueba           |
| 2017               | Londres (Reino Unido)   | Medalla de plata  | Maratón          |
| 2022               | Eugene (Estados Unidos) | Medalla de oro    | Maratón          |

| Campeonato Mundial | Campeonato Mundial | Campeonato Mundial | Campeonato Mundial |
| Año                | Lugar              | Medalla            | Prueba             |
| ------------------ | ------------------ | ------------------ | ------------------ |
| 2015               | Guiyang (China)    | Medalla de oro     | Equipo             |